# Центральный научно-исследовательский институт сельского хозяйства засушливых земель
Центральный научно-исследовательский институт сельского хозяйства засушливых земель (англ. Central Research Institute for Dryland Agriculture, сокращённо CRIDA) — институт при Индийском совете сельскохозяйственных исследований. Он был создан в 1985 году как проектное управление Всеиндийского скоординированного исследовательского проекта по сельскому хозяйству в засушливых районах. Институт был создан с целью проведения сельскохозяйственных исследований в районах с низким уровнем осадков.